# Hello (Martin Solveig e Dragonette)
Hello è un singolo del DJ francese Martin Solveig e del gruppo musicale canadese Dragonette, pubblicato il 27 settembre 2010 come primo estratto dall'album Smash.

## Video musicale
Il video musicale è stato reso disponibile sul canale YouTube della Kontor Records il 1º ottobre 2010. Nel video, Martin Solveig ed il deejay Bob Sinclar si affrontano in un match di tennis nel torneo del Roland Garros. La vicenda raccontata nel video si ispira alla partita di Richie Tenenbaum, tratta dal film I Tenenbaum di Wes Anderson
Il video, disponibile in una versione corta solo musicale ed una versione più lunga con una commentatrice che illustra le fasi di gioco e soprattutto le pause, si apre con l'ingresso in campo dei due contendenti. Sinclar è acclamato dalle proprie fan. Vengono citati i ranking dei due DJ secondo DJ Mag: 47º posto per Solveig e 35º posto per Sinclar.
La partita comincia e la vittoria di Sinclar pare certa, dato che sta dominando il match vincendo i primi due set per 6 - 0 ed essendo al match point. In quel momento arriva She, indicata come amore segreto di Solveig. La risposta di Solveig al servizio di Sinclar viene giudicata fuori. Solveig, con l'aiuto del tennista Novak Đoković riesce a prendere il punto e la partita diventa combattuta. Si giunge al quinto set. Nel momento in cui Solveig potrebbe vincere la partita, fa il suo ingresso nello stadio il tennista Gaël Monfils, che bacia She. Senza più scopo, Solveig abbandona il match.
Nel video appare, come manager di Solveig, il noto dj Gregory Darsa.

## Tracce
Download digitale
1. Hello – 4:42

## Classifiche

### Classifiche settimanali
| Classifica (2010-11) | Posizione massima |
| -------------------- | ----------------- |
| Australia            | 13                |
| Austria              | 1                 |
| Belgio (Fiandre)     | 1                 |
| Belgio (Vallonia)    | 2                 |
| Canada               | 8                 |
| Danimarca            | 33                |
| Francia              | 5                 |
| Germania             | 5                 |
| Irlanda              | 6                 |
| Italia               | 7                 |
| Nuova Zelanda        | 5                 |
| Paesi Bassi          | 1                 |
| Polonia              | 4                 |
| Regno Unito          | 13                |
| Repubblica Ceca      | 1                 |
| Slovacchia           | 3                 |
| Spagna               | 17                |
| Stati Uniti          | 46                |
| Svezia               | 31                |
| Svizzera             | 10                |

### Classifiche di fine anno
| Classifica (2010) | Posizione |
| ----------------- | --------- |
| Belgio (Fiandre)  | 97        |
| Belgio (Vallonia) | 93        |
| Francia           | 74        |
| Italia            | 74        |
| Classifica (2011) | Posizione |
| Australia         | 73        |
| Austria           | 5         |
| Belgio (Fiandre)  | 14        |
| Belgio (Vallonia) | 24        |
| Canada            | 11        |
| Francia           | 72        |
| Germania          | 24        |
| Paesi Bassi       | 4         |
| Regno Unito       | 52        |
| Svezia            | 86        |
| Svizzera          | 26        |